# Пила (Жарновица)
Пила (слч. Píla) насељено је мјесто са административним статусом сеоске општине (слч. obec) у округу Жарновица, у Банскобистричком крају, Словачка Република.

## Становништво
| Година:    | 1994. | 2004.    | 2014.   | 2024.   |
| ---------- | ----- | -------- | ------- | ------- |
| Број људи: | 175   | 146      | 142     | 130     |
| Разлика:   |       | -16,57 % | -2,73 % | -8,45 % |

| Година:    | 2023. | 2024.   |
| ---------- | ----- | ------- |
| Број људи: | 126   | 130     |
| Разлика:   |       | +3,17 % |

Према подацима о броју становника из 2024. године насеље је имало 130 становника.